# Distretto di Jaruu
Il distretto di Jaruu è uno dei ventiquattro distretti (sum) in cui è suddivisa la provincia del Zavhan, in Mongolia. Conta una popolazione di 2 547 abitanti (censimento 2005).